# Oxford Encyclopedia of Ancient Egypt
L'Oxford Encyclopedia of Ancient Egypt, éditée par Donald Bruce Redford et publiée en trois volumes par Oxford University Press en 2001, contient six-cents articles qui couvrent les quatre-mille ans d'histoire de l'Égypte antique, de l'ère prédynastique au septième siècle de notre ère. Les articles portent sur l'art, l'architecture, la religion, la langue, la littérature, la politique, le commerce, la vie sociale quotidienne et la culture de cour dans la vallée du Nil.

## Récompenses
- 2001 : Choix du meilleur titre académique[2].
- 2001 : Library Journal Best Reference[2].
- 2002 : American Library Association (ALA)/RUSA Dartmouth Medal Outstanding Reference Source[3].
- 2002 : Association of American Publishers Best Multivolume Reference, Humanities[2].